# كارول الأول

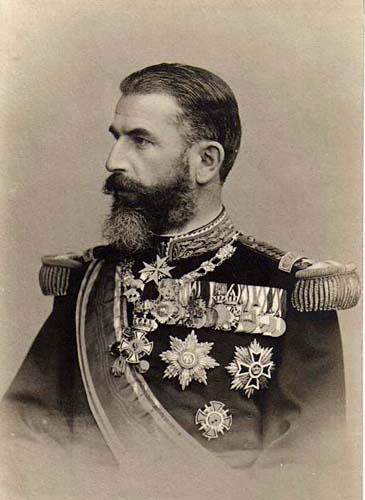

كارول الأول هو ملك رومانيا، حكم منذ عام 1881 وحتى عام 1914 اشتهر بمحاربة العثمانيين في حرب البلقان الأولى. ولد في العشرين من شهر إبريل من عام 1839 وتوفي في العاشر من أكتوبر عام 1914، قام بقيادة الجيوش الرومانية الروسية بنفسه أمام الأتراك أثناء محاصرة بلفينا ، تزوج من الأميرة كارمن سيلفا ولم يرزق سوى ببنت واحدة وماتت في عمر الثالثة.
في نهاية عهده وقبل بداية الحرب العالمية الأولى بفترة قصيرة، كان يرى أن من الأفضل الوقوف مع دول المركز لكن الرأي العام كان منحازا بالكامل إلى الوفاق الثلاثي.

## وصلات خارجية
- كارول الأول على موقع الموسوعة البريطانية (الإنجليزية)